# Nandu (jeep)
De Ñandú was een Argentijnse jeep ontwikkeld tijdens de Tweede Wereldoorlog. Er zijn slechts vier voertuigen gemaakt en het is niet in productie genomen.
Tijdens de oorlog gaf het Argentijnse leger de opdracht aan Arsenal Esteban De Luca in Buenos Aires om een jeep te ontwikkelen. Het gebruik van buitenlandse onderdelen en componenten moest tot een minimum worden beperkt.
Het uiteindelijke voertuig kon drie passagiers en een chauffeur meenemen en had een open cabine. Het had continue aandrijving op alle vier de wielen. De watergekoelde motor werd in Argentinië gemaakt en had een vermogen van 76 pk. De cilinderinhoud was 3,7 liter. De versnellingsbak telde 3 versnellingen en door de installatie van een extra reductiebak konden de versnellingen in hoge- als lage gearing gebruikt worden.
In september 1945 werd het voertuig getest. In 1946 werd besloten de jeep niet in productie te nemen. Amerikaanse jeeps waren op grote schaal beschikbaar gekomen en deze waren goedkoper in de aanschaf dan de eigen Nandu jeep.